# Thir13en Ghosts
Thir13en Ghosts er en amerikansk gyserfilm fra 2001 instrueret af Steve Beck. Filmens hovedrolle spilles af F. Murray Abraham.

## Eksterne links
- Thir13en Ghosts på Internet Movie Database (engelsk)
- Thir13en Ghosts på Filmdatabasen
- Thir13en Ghosts på Scope
- Thir13en Ghosts i Svensk Filmdatabas (svensk)
- Thir13en Ghosts på AlloCiné (fransk)
- Thir13en Ghosts på MovieMeter (nederlandsk)
- Thir13en Ghosts på AllMovie (engelsk)
- Thir13en Ghosts hos American Film Institute (engelsk)
- Thir13en Ghosts på Turner Classic Movies (engelsk)
- Thir13en Ghosts på The Movie Database (engelsk)